# Asylum (album de The Back Horn)
Pour les articles homonymes, voir Asylum.
Albums de The Back Horn
Pulse
Asylum est le 9e album sorti sous label major du groupe de rock Japonais The Back Horn.
Cet album est sorti le 15 septembre 2010 et comprend 11 pistes.

## Titres de l'album
1. Raiden (雷電?)
2. Rafflesia (ラフレシア?)
3. Tatakau Kimi yo (戦う君よ?)
4. Saisei (再生?)
5. Hagoromo (羽衣?)
6. Kaigensan (海岸線?)
7. Persona (ペルソナ?)
8. Taiyou no Shiwaza (太陽の仕業?)
9. Tozasareta Sekai (閉ざされた世界?)
10. Yogorenaki Namida (汚れなき涙?)
11. Parade (パレード?)